# 浜北市最終処分場
浜北市最終処分場（はまきたしさいしゅうしょぶんじょう）は、2002年（平成14年）に静岡県浜北市に建設された最終処分場。
浜北市が灰木地区に建設した最終処分場であり、浜北市が2005年（平成17年）7月1日浜松市へ編入されて以降は、浜北環境センターとして供用されている。

## 概要
最終処分場直下の地下水健全性を電光掲示板で、リアルタイムな品質モニタリングを可能にした、最終処分場の代表的な存在である。また、製品規定型のジオメンブレン（遮水シート）や粘土ライナーを主とした遮水構造から、性能規定型の多要素複合ライナーを取り入れた最終処分場である。
なお、二ツ塚廃棄物広域処分場（東京都日の出町）から全国的に波及した、住民による建設反対運動や訴訟から、浜北市が実施したリスクマネージメントとリスクコミュニケーションを管理・監修･指導する非営利情報認証第三者機関な活動として、(財)地域地盤環境研究所（理事長・足立紀尚）や京都大学（嘉門雅史研究室）や岡山大学（西垣誠研究室）などの安全安心保証の専門家グループ（代表：工学博士・水野克己）が発足した最初のモデルケースである。

## 供用開始までの経緯
浜北市は、1996年 (平成8年)で最終処分場が満杯になることを受け、1991年 (平成3年)より新たな最終処分場の建設計画を進め、1993年 (平成5年)に候補地を灰木地区に決定した。1998年 (平成10年)3月30日に、建設計画地である灰木町より同意を受けた。2000年 (平成12年)3月に、浜北市と建設地元の灰木町内会が環境保全協定を締結後に建設計画を開始した。また、浜北市は隣接する浜松市との間で、最終処分場の管理運営や維持管理に関する覚書を結んだ。この内容は、最終処分場の適切な管理を行うこと、万が一の事故時には直ちに下流域に連絡をすること等である。
静岡県は、2000年 (平成12年)9月12日付で、届け出のあった浜北市一般廃棄物処理施設設置に関して、7人の学識経験者から構成される、静岡県廃棄物処理施設生活環境影響評価専門委員会による審査を行った。審査の結果、廃棄物の処理及び清掃に関する法律第8条2項第1号に規定する技術上の基準に適合が認められるとし、静岡県が適合通知を行い、最終処分場の建設が着工された。2001年 (平成13年)6月13日に、最終処分場建設に反対する会（市民グループ）が最終処分場の建設工事続行・操業禁止仮処分命令の申し立てを行った。その後、2002年 (平成14年)3月29日に静岡地方裁判所浜松支部は申し立てを却下した。2002年 (平成14年)4月に最終処分場は完成し供用を開始した。浜北市最終処分場は用地選定から計画・建設までに、11年近い年月を要した。

### 生活環境影響調査結果
1999年 (平成11年)4月に浜北市が生活環境影響調査を実施した。浜北市最終処分場建設にあたり利害関係を有する者は、生活環境影響調査書縦覧満了後、2週間以内に意見書を提出した。意見書総提出数1,233人の内旧浜北市外在住者は797人、浜北市内在住者は436人であった。生活環境影響調査結果総意見数1,604件の内、意見として認められなかったものが1,146件、水質汚濁447件、大気汚染11件と水質汚濁に関する意見が大半を占めた。浜北市最終処分場の紛争理由は、一般的に言われる『NIMBY：Not In My Back Yard （私の近くには困る）』でなく、水質汚染に対する不安であったことが特徴である。

### 建設反対紛争複雑化の要因
建設地のほとりを流れる灰ノ木川のおよそ2.5km下流に、静岡県の水道水取水場が存在している。不測の事故が生じた場合に有害化学物質漏出の危険性から、最終処分場建設の是非をめぐって行政である旧浜北市と一部旧浜北市民グループ間で様々なやり取りが行われた。また、水道水汚染の可能性から水道水供給を管轄する静岡県企業局や、水道水を享受する浜松市といった団体が利害関係者として関わり、水道水の享受利害関係者である住民と浜北市民グループ（最終処分場建設に反対する会、遠州自然環境を守り育てる連絡会）と静岡県と周辺市町と広域的になった。浜北市では建設地の地元住民からだけでなく、周辺ならびに隣接する市町村の旧浜松市民グループが多い。これは静岡県水道水取水場に起因する利害関係者が広範囲になり、紛争を複雑化したのが要因である。

### リスクマネージメント
浜北市は、生活環境影響調査などの地域住民の意見を受けて、1999年 (平成11年)11月8日に主要遮水構造の変更や漏水の検知システムの設置など建設計画の変更を行った。また、浜北市最終処分場供用開始後の対策として危機管理計画を2000年 (平成12年) 9月12日に策定した。危機管理計画書は、発生した異常事態の程度（基準）を大きく3段階に位置付けた上で、より迅速・的確な処置が行えるように、所内の体制や関係機関等との連絡体系が明記された。異常事態の程度（基準）は、一：最終処分場外への影響があり直ちに対策が必要となる事故や、二：最終処分場内への影響があり対策が必要となる事故や、三：施設等の安全上重大な影響のない事故に分けられた。

### リスクコミュニケーション
最終処分場が建設される浜北市灰木町には59世帯が暮らしていた。浜北市は地元の住民合意を得るために、当時、浜北市職員担当4人（平成12年までは事務系職員2人）で地域住民とリスクコミュニケーションを積み重ねた。そして、1997年 (平成9年)からの3年間だけで120回を超える説明会を開催した（個別説明は含まず）。120回を超えた理由は、町内会の総会だけでは所帯主の代表しか参加できないため。このため、班単位、女性の集まり、老人会などいろいろな機会に説明する必要性があったためである。120回を超える説明会の内90%が遮水構造などの施設の安全性を説明する内容であった。

## 参考資料
- 氏原康博(2003)：浜北市一般管理型最終処分場における遮水構造の設計事例、第24回全国都市清掃研究・事例発表会講演論文集、pp313-315.
- 氏原康博、丹野泰子、水野正之、本郷隆夫、水野克己、嘉門雅史(2003)：浜北市一般廃棄物最終処分場におけるリスクマネージメント、地盤工学会中部支部、建設コンサルタンツ協会中部支部、中部地質調査業会、第12回調査・設計・施工技術報告会、pp.38-45.
- 向井春喜、前田恭伸(2001)：一般廃棄物最終処分場建設におけるリスクコミュニケーション、日本リスク研究会第14回研究発表会講演論文集、Vol.14、Nov.23-25.
- 旧浜北市（浜松市北区役所）環境事業課・資料：浜北市が設置する（仮称）灰木最終処分場に係る生活環境影響調査結果の意見書に対する市の見解等について、平成12年4月19日.
- 旧浜北市役所・資料(2002)：広報はまきた、No.761、4月15日.
- 旧浜北市（浜松市北区役所）環境事業課・資料(2001)：浜北市一般廃棄物最終処分場に関する危機管理計画、浜北市.
- 静岡県廃棄物対策室：浜北市一般廃棄物最終処分場に関する適合通知、平成12年11月10日.
- 静岡地方裁判所浜松支部：一般廃棄物最終処分場建設工事続行並びに操業禁止仮処分命令申立事件、仮処分命令申立書、平成13年6月27日（ヨ第40号）.
- 水野克己、皆瀬　慎、本郷隆夫、福田光治、藤原照幸、嘉門雅史(2001)：最終処分場における三要素複合ライナーの遮水性評価、ジオシンセティックス論文集、Vol.14、pp.213-220.